# Benjámin Berta
Benjámin Berta (ur. 1 listopada 2003) – węgierski kierowca wyścigowy.

## Życiorys
W 2020 roku wygrał mistrzostwa Formuły 4 w Austrii, na Węgrzech i w Europie Środkowej. Rok później zadebiutował w Austriackiej Formule 3, zajmując czwarte miejsce w klasyfikacji końcowej. W tym samym sezonie rozpoczął również starty w Węgierskiej Formule 2000, kończąc sezon jako wicemistrz. W 2022 roku zdobył mistrzostwo Węgier w Formule 2000, a także triumfował w serii Drexler-Automotive Formel 3 Open. Ponadto zadebiutował wówczas w serii Euroformula Open Championship, uczestnicząc w trzech wyścigach w barwach zespołu Drivex.

## Wyniki
| Legenda oznaczeń w tabelach wyników Wyświetl szablon na nowej stronie | Legenda oznaczeń w tabelach wyników Wyświetl szablon na nowej stronie                                                                     |
| Oznaczenie                                                            | Wyjaśnienie |
| --------------------------------------------------------------------- | --- |
| Złoty                                                                 | Zwycięzca lub mistrzostwo |
| Srebrny                                                               | 2. miejsce lub wicemistrzostwo |
| Brązowy                                                               | 3. miejsce lub II wicemistrzostwo |
| Zielony                                                               | Ukończył, punktował (w klasyfikacji generalnej, gdy zdobył co najmniej jeden punkt na przestrzeni sezonu, poza trzema powyższymi opcjami) |
| Niebieski                                                             | Ukończył, nie punktował (w klasyfikacji generalnej, gdy nie zdobył co najmniej jednego punktu na przestrzeni sezonu)                      |
| Czerwony                                                              | Nie zakwalifikował się (NZ) |
| Czerwony                                                              | Nie prekwalifikował się (NPK) |
| Różowy                                                                | Nie ukończył (NU) |
| Różowy                                                                | Niesklasyfikowany (NS) (w klasyfikacji generalnej, gdy nie został sklasyfikowany w żadnym wyścigu sezonu)                                 |
| Czarny                                                                | Zdyskwalifikowany (DK) |
| Czarny                                                                | Wykluczony (WYK/EX) |
| Biały                                                                 | Nie wystartował (NW) |
| Biały                                                                 | Kontuzjowany (K/INJ) |
| Biały                                                                 | Wyścig odwołany (OD/C) |
| Bez koloru                                                            | Został wycofany (WYC/WD) |
| Bez koloru                                                            | Nie przybył (NP/DNA) |
| Bez koloru                                                            | Nie brał udziału w treningach (NT/DNP) |
| Bez koloru                                                            | Nie został zgłoszony (–) |
| Pogrubienie                                                           | Start z pole position |
| Kursywa                                                               | Najszybsze okrążenie wyścigu |
| †                                                                     | Nie ukończył, ale jego rezultat został zaliczony ze względu na przejechanie więcej niż 90% dystansu wyścigu.                              |
| *                                                                     | Sezon w trakcie |
| 1/2/3                                                                 | Punktowana pozycja w sprincie kwalifikacyjnym                                                                                             |
| Lista systemów punktacji Formuły 1                                    | |

### Euroformula Open Championship
| Rok  | Zespół        | Samochód     | Silnik | Wyniki w poszczególnych eliminacjach | Wyniki w poszczególnych eliminacjach | Wyniki w poszczególnych eliminacjach | Wyniki w poszczególnych eliminacjach | Wyniki w poszczególnych eliminacjach | Wyniki w poszczególnych eliminacjach | Wyniki w poszczególnych eliminacjach | Wyniki w poszczególnych eliminacjach | Wyniki w poszczególnych eliminacjach | Wyniki w poszczególnych eliminacjach | Wyniki w poszczególnych eliminacjach | Wyniki w poszczególnych eliminacjach | Wyniki w poszczególnych eliminacjach | Wyniki w poszczególnych eliminacjach | Wyniki w poszczególnych eliminacjach | Wyniki w poszczególnych eliminacjach | Wyniki w poszczególnych eliminacjach | Wyniki w poszczególnych eliminacjach | Wyniki w poszczególnych eliminacjach | Wyniki w poszczególnych eliminacjach | Wyniki w poszczególnych eliminacjach | Wyniki w poszczególnych eliminacjach | Wyniki w poszczególnych eliminacjach | Wyniki w poszczególnych eliminacjach | Wyniki w poszczególnych eliminacjach | Wyniki w poszczególnych eliminacjach | Wyniki w poszczególnych eliminacjach | Pkt. | Msc. |
| ---- | ------------- | ------------ | ------ | ------------------------------------ | ------------------------------------ | ------------------------------------ | ------------------------------------ | ------------------------------------ | ------------------------------------ | ------------------------------------ | ------------------------------------ | ------------------------------------ | ------------------------------------ | ------------------------------------ | ------------------------------------ | ------------------------------------ | ------------------------------------ | ------------------------------------ | ------------------------------------ | ------------------------------------ | ------------------------------------ | ------------------------------------ | ------------------------------------ | ------------------------------------ | ------------------------------------ | ------------------------------------ | ------------------------------------ | ------------------------------------ | ------------------------------------ | ------------------------------------ | ---- | ---- |
| 2022 |               |              |        | Portugalia                           | Portugalia                           | Portugalia                           | Francja                              | Francja                              | Francja                              | Francja                              | Francja                              | Francja                              | Belgia                               | Belgia                               | Belgia                               | Węgry                                | Węgry                                | Węgry                                | Włochy                               | Włochy                               | Włochy                               | Austria                              | Austria                              | Austria                              | Włochy                               | Włochy                               | Włochy                               | Hiszpania                            | Hiszpania                            | Hiszpania                            | 14   | 15   |
| 2022 | Drivex School | Dallara F320 | HWA    | -                                    | -                                    | -                                    | -                                    | -                                    | -                                    | -                                    | -                                    | -                                    | -                                    | -                                    | -                                    | 8                                    | 9                                    | 6                                    | -                                    | -                                    | -                                    | -                                    | -                                    | -                                    | -                                    | -                                    | -                                    | -                                    | -                                    | -                                    | 14   | 15   |

### Austriacka Formuła 3
| Rok  | Zespół               | Samochód     | Silnik | Wyniki w poszczególnych eliminacjach | Wyniki w poszczególnych eliminacjach | Wyniki w poszczególnych eliminacjach | Wyniki w poszczególnych eliminacjach | Wyniki w poszczególnych eliminacjach | Wyniki w poszczególnych eliminacjach | Wyniki w poszczególnych eliminacjach | Wyniki w poszczególnych eliminacjach | Wyniki w poszczególnych eliminacjach | Wyniki w poszczególnych eliminacjach | Wyniki w poszczególnych eliminacjach | Wyniki w poszczególnych eliminacjach | Pkt. | Msc. |
| ---- | -------------------- | ------------ | ------ | ------------------------------------ | ------------------------------------ | ------------------------------------ | ------------------------------------ | ------------------------------------ | ------------------------------------ | ------------------------------------ | ------------------------------------ | ------------------------------------ | ------------------------------------ | ------------------------------------ | ------------------------------------ | ---- | ---- |
| 2021 |                      |              |        | Włochy                               | Włochy                               | Austria                              | Austria                              | Austria                              | Austria                              | Belgia                               | Belgia                               | Czechy                               | Czechy                               | Włochy                               | Włochy                               | 86   | 4    |
| 2021 | Team Hoffmann Racing | Dallara F314 | Toyota | -                                    | -                                    | -                                    | -                                    | -                                    | -                                    | -                                    | -                                    | 1                                    | 1                                    | 2                                    | 2                                    | 86   | 4    |

### Węgierska Formuła 2000
| Rok  | Zespół               | Samochód       | Silnik | Wyniki w poszczególnych eliminacjach | Wyniki w poszczególnych eliminacjach | Wyniki w poszczególnych eliminacjach | Wyniki w poszczególnych eliminacjach | Wyniki w poszczególnych eliminacjach | Wyniki w poszczególnych eliminacjach | Wyniki w poszczególnych eliminacjach | Wyniki w poszczególnych eliminacjach | Wyniki w poszczególnych eliminacjach | Wyniki w poszczególnych eliminacjach | Pkt. | Msc. |
| ---- | -------------------- | -------------- | ------ | ------------------------------------ | ------------------------------------ | ------------------------------------ | ------------------------------------ | ------------------------------------ | ------------------------------------ | ------------------------------------ | ------------------------------------ | ------------------------------------ | ------------------------------------ | ---- | ---- |
| 2021 |                      |                |        | Węgry                                | Węgry                                | Austria                              | Austria                              | Chorwacja                            | Chorwacja                            | Słowacja                             | Słowacja                             | Czechy                               | Czechy                               | 50   | 2    |
| 2021 | Gender Racing Team   | Tatuus F4-T014 | Abarth | 3                                    | 2                                    | 2                                    | 2                                    | 1                                    | 1                                    | -                                    | -                                    | -                                    | -                                    | 50   | 2    |
| 2022 |                      |                |        | Węgry                                | Węgry                                | Austria                              | Austria                              | Chorwacja                            | Chorwacja                            | Słowacja                             | Słowacja                             | Czechy                               | Czechy                               | 78   | 1    |
| 2022 | Team Hoffmann Racing | Dallara F314   | Toyota | 1                                    | NU                                   | 1                                    | 1                                    | 1                                    | OD                                   | 1                                    | 2                                    | 1                                    | 1                                    | 78   | 1    |